# Кантон (тауншип, Міннесота)
Кантон (англ. Canton) — тауншип в окрузі Філлмор, Міннесота, США. На 2021 рік його населення становило 710 осіб.

## Географія
За даними Бюро перепису населення США площа тауншипа становить 90,9 км², з яких 90,9 км² займає суша, водойм немає.

## Демографія
За даними перепису 2000 року тут знаходилися 684 людей, 184 домогосподарств і 149 сімей. Щільність населення — 7,5 осіб/км². На території тауншипа розташоване 205 будівель із середньою щільністю 2,3 будівлі на один квадратний кілометр. Расовий склад населення: 97,51 % білих, 0,15 % афроамериканців, 0,15 % азіатів і 2,19 % припадає на дві або більше інших рас. Іспанці або латиноамериканці будь-якої раси становили 1,90 % від популяції тауншипа.
З 184 домогосподарств у 47,3 % виховувалися діти до 18 років, у 74,5 % проживали подружні пари, у 6,0 % проживали неодружені жінки і 18,5 % домогосподарств проживали несімейні люди. 15,8 % домогосподарств складалися з однієї людини, при тому 8,2 % самотніх літніх людей старше 65 років. Середній розмір домогосподарства — 3,72, а родини — 4,27 людини.
43,4 % населення молодше 18 років, 10,4 % у віці від 18 до 24 років, 22,1 % від 25 до 44, 14,8 % від 45 до 64 і 9,4 % старше 65 років. Середній вік — 22 років. На кожні 100 жінок доводилося 103,0 чоловіків. На кожні 100 жінок старше 18 доводилося 102,6 чоловіків.
Середній річний дохід домогосподарства становив 31 429 доларів, а середній річний дохід сім'ї — 34 896 доларів. Середній дохід чоловіків — 21 250 доларів, у той час як у жінок — 16 250. Дохід на душу населення склав 9 594 доларів. За межею бідності перебували 23,1 % сімей і 37,1 % всього населення тауншипа, з яких 52,7 % молодше 18 і 16,1 % старше 65 років.